# Peter Saville
Peter Saville (Manchester, 9 de outubro de 1955) é um designer gráfico britânico, que trabalha em sua cidade natal de Manchester, na Inglaterra. Possui uma firma, a Peter Saville & Associados, e é mais conhecido por seu trabalho com capas de álbuns para quase todas bandas da gravadora Factory (a qual ele foi co-fundador), principalmente New Order e Joy Division. Além do trabalho relacionado a música, seus clientes já incluíram a CNN, a Adobe Systems, a Givenchy e Stella McCartney.

## História
Saville estudou Design Gráfico no Instituto Politécnico de Manchester de 1975 a 1978. Influenciado por seu colega Malcolm Garrett, que começara fazendos projetos para a banda punk The Buzzcocks, de Manchester, e por Herbert Spencer, Saville foi inspirado por Jan Tschichold, principal designer da New Typography. Saville entrou para a cena musical de Manchester após conhecer Tony Wilson, jornalista e apresentador de televisão, num show de Patti Smith em 1978. Wilson encomendou a ele o primeiro cartaz dos discos da Factory, o "Fac 1", primeiro trabalho clássico/modernista de Saville. Em julho de 1978, graduou em Manchester com louvor. Após sair da faculdade, Saville co-fundou a Factory com Wilson, Rob Gretton e Alan Erasmus.
O projeto de Saville para o último álbum do Joy Division, Closer, lançado pouco após o suicídio de Ian Curtis, em maio de 1980, foi controverso por apresentar uma imagem do corpo de Jesus Cristo sepultado. Entretanto, o designer criara a capa antes da morte de Curtis, fato comprovado pela revista New Musical Express, que vinha colocando provas da arte-final em suas paredes por diversos meses.
Em 1979, Peter Saville mudou-se para Londres e tornou-se diretor de uma subsidiária da Virgin, a Din Disc. Lá, desenvolveu uma série de trabalhos na qual apurou sua abordagem sobre o Modernismo, trabalhando para vários clientes, como a Roxy Music, Wham e a OMD. Fundou em seguida o escritório de design Peter Saville Associates, que existe até hoje e presta serviços principalmente para a indústria fonográfica. Mais tarde, foi convidado para entrar como sócio-proprietário da Pentagram, um pequeno e ainda assim importante escritório de design nas décadas de 1970 e 1980. Pouco depois, em 1992, foi forçado a deixar a empresa por causa da receita extremamente baixa (menos que £300.000 numa equipe de cinco pessoas) e devido a seus métodos e ética notoriamente polêmicos. Conta-se, por exemplo, que vários discos do New Order tiveram seu lançamento atrasado durante meses porque Saville não conseguia entregar as capas a tempo.
Após passar um tempo trabalhando em Los Angeles, nos Estados Unidos, com seu colega Brett Wickens, Saville retornou ao Reino Unido e criou o escritório de design The Apartment, que começou a trabalhar criando projetos de identidade visual para empresas, até 1999.
Por essa época, seu trabalho voltou a estar na moda graças a uma nova geração que crescera acompanhando seus trabalhos para a Factory Records, além da moda e da publicidade. De fato, a agência Miére & Miére, e as bandas Pulp e Suede eram todos adolescentes na época das primeiras capas do designer para o New Order. Saville chegou ao auge criativo e comercial com consultoria em design para clientes como a Adobe, Selfridge's, EMI, Pringle, etc.. Entretanto, seus projetos mais significativos foram realizados na área da moda, para clientes como Christian Dior, Jil Sander, Martine Sitbon, John Galliano, Yohji Yamamoto e Stella McCartney, freqüentemente em colaboração com seu amigo de longa data, o fotógrafo de moda Nick Knight.
Seu status e sua contribuição ao Design Gráfico foram consolidados quando o Museu de Design de Londres exibiu o conjunto de sua obra, em 2003. Devido à sua notória inaptidão para cumprir prazos, o museu não chegou a procurar Saville para trabalhar no material de divulgação da exposição.
Em março de 2004, Saville foi nomeado diretor de criação da cidade de Manchester.
Em 1995, a capa de Saville para o álbum do New Order Power, Corruption, and Lies, de 1983, era um dos 25 maiores ícones britânicos em um concurso público patrocinado pelo Museu do Design de Londres e pela BBC. Atualmente, os projetos de Saville estão em exposição no Museu do Design de Londres.
Também é dele a capa original do álbum My Life in the Bush of Ghosts, produzido por Brian Eno e David Byrne, em 1981.